# Bitronco pentagonal
| Bitronco pentagonal | Bitronco pentagonal            |
| ------------------- | ------------------------------ |
|                     |                                |
| Tipo                | Bitronco                       |
| Caras               | 10 trapecios, 2 pentágonos     |
| Aristas             | 20                             |
| Vértices            | 15                             |
| Simetría            | D5h                            |
| Dual                | Bipirámide pentagonal elongada |
| Propiedades         | Convexo                        |
| Desarrollo          |                                |

El bitronco pentagonal o bipirámide pentagonal truncada es el tercero de una serie infinita de poliedros denominados bitroncos. Tiene 10 caras trapeciales y 2 caras pentagonales.

## Construcciones
El bitronco pentagonal es el poliedro conjugado de un sólido de Johnson, la bipirámide pentagonal elongada. Un sólido de Johnson es uno de los 92 poliedros convexos que se componen estrictamente de caras poligonales regulares, pero que no son poliedros uniformes (es decir, no son sólidos platónicos, sólidos arquimedianos, prismas o antiprismas). Fueron nombrados por Norman Johnson, quien los enumeró por primera vez en 1966.
Este poliedro se puede construir tomando una bipirámide pentagonal y truncando los vértices del eje polar. En la notación de Conway para poliedros, se puede representar como el poliedro "t5dP5", es decir, el truncamiento de los vértices de grado cinco del dual de un prisma pentagonal.
Alternativamente, se puede construir uniendo dos troncos pentagonales por sus bases, o (si se permiten caras coplanares) pegando dos prismas pentagonales por sus bases.

## Aplicación
En la formación de cuasicristales, una estructura de bipirámide pentagonal truncada en sus 15 vértices puede formar el núcleo de estructuras más grandes con simetría quíntuple o icosaédrica.